# '98 – '99 Road Map
'98 – '99 Road Map je album američkog americana/indie rock sastava Calexico, objavljen 1999. u izdanju Our Soil, Our Strength. Prodavao se samo na koncertima sastava, a objavljen je u ograničenom izdanju od tisuću primjeraka. Dostupan je samo na službenoj stranici sastava.

## Pozadina
'98 – '99 Road Map je zbirka instrumentalnih skladbi koje je sastav snimio za recitale pisca Lawrencea Clarka Powella. Na omotu se nalazi umjetnik Victor Gastelum.

## Popis pjesama
| Br. | Skladba                              | Autor             | Trajanje |
| --- | ------------------------------------ | ----------------- | -------- |
| 1.  | »El Morro«                           | Burns, Convertino | 4:44     |
| 2.  | »Minas De Cabre« (akustična verzija) | Burns, Convertino | 2:18     |
| 3.  | »Man Goes Where Water Flows«         | Burns, Convertino | 4:18     |
| 4.  | »Glowing Heart Of The World«         | Burns, Convertino | 4:49     |
| 5.  | »Too Much Sprawl«                    | Burns, Convertino | 6:53     |
| 6.  | »Rollbar«                            | Burns, Convertino | 5:08     |

## Osoblje

### Calexico
- John Convertino - vibrafon, marimba, bubnjevi, perkusije
- Joey Burns - kontrabas, čelo, slide gitara, gitare, rollbar beat

### Produkcija
- Omot - Victor Gastelum
- Mastering - Brad Blackwood
- Fotografija sastava - Remiro Elena
- Fotografija s omota - David Babbitt
- Snimatelji i mikseri - Craig Schumacher (1, 4, 5), Joey Burns (2, 3, 6), John Convertino (2, 3, 6), Nick Luca (1, 4, 5)

## Vanjske poveznice
- Albumi Calexica